# Julia Sáez-Angulo
Julia Sáez-Angulo (Uruñuela, A Rioja; 1946) é uma escritora, jornalista e crítica de arte espanhola.

## Carreira
Licenciada em Jornalismo e Direito pela Universidade Complutense de Madrid e diplomada em Língua e Civilização Francesa pela Sorbonne e em Língua Inglesa pelo West London College. Tem trabalhado como jornalista no âmbito da cultura para vários jornais como ABC, Diário 16 e El Mundo, nos serviços especiais da agência EFE, em diversas revistas culturais como Antiqvaria, Nuevo Estilo ou Formas Plásticas e, entre 1980 e 2010, no gabinete de imprensa da Direcção Geral de Belas Artes do Ministério de Cultura. É vice-presidente da Associação Madrilena de Críticos de Arte (AMCA), e faz parte da Associação Internacional de Críticos de Arte (AICA).

## Obra

### Novela
- Vuelta a Orbiña (1994)
- Días de internado (1997)
- El vendedor de plumas (2000)
- La mujer del norte (2006)
- El nieto del indiano (2007)
- Los Monterroxo (2008)
- Memorias de un señor Bien (2009)
- La lectora de la Condesa (2010)
- El paso al otro lado (2017)

### Relato
- Es tan fácil matar (1991)
- De mi amor al arte (1994)
- Amigas de Judit (1995)
- Soñadores y vencidos (1998)
- Ángeles y demonios (2003)

### Biografia
- Jesús Villar (1993)
- La Marquesa de Santa cruz de Ynguanzo (2000)
- Dolores Marijuán. Maestra e inspectora nacional (2001)
- Manuel Moral, Pintor Naïf (2002)

### Poesia
- Al paso de los días. Poemas (2015)
- Ráfagas (2009)
- Criaturas del tiempo y la memoria (2005)
- Antología de Mujeres Riojanas Poetas (2004)

## Reconhecimentos
- Membro da Academia da Hispanidade
- Prémio Marejadas (2009)
- Prémio de Relatos. Associação Ministério de Cultura (1993)
- Diploma de Excelência, Grupo pró Arte e Cultura (2015)
- Prémio Adobe de Ouro, Gotarrendura (2011)
- Chave do Hogar de Ávila (2012)
- Diploma de Honra, Tertulia Ilustrada (2010)
- Dama de Isabel a Católica